# St. Antonius von Padua (Tönisheide)

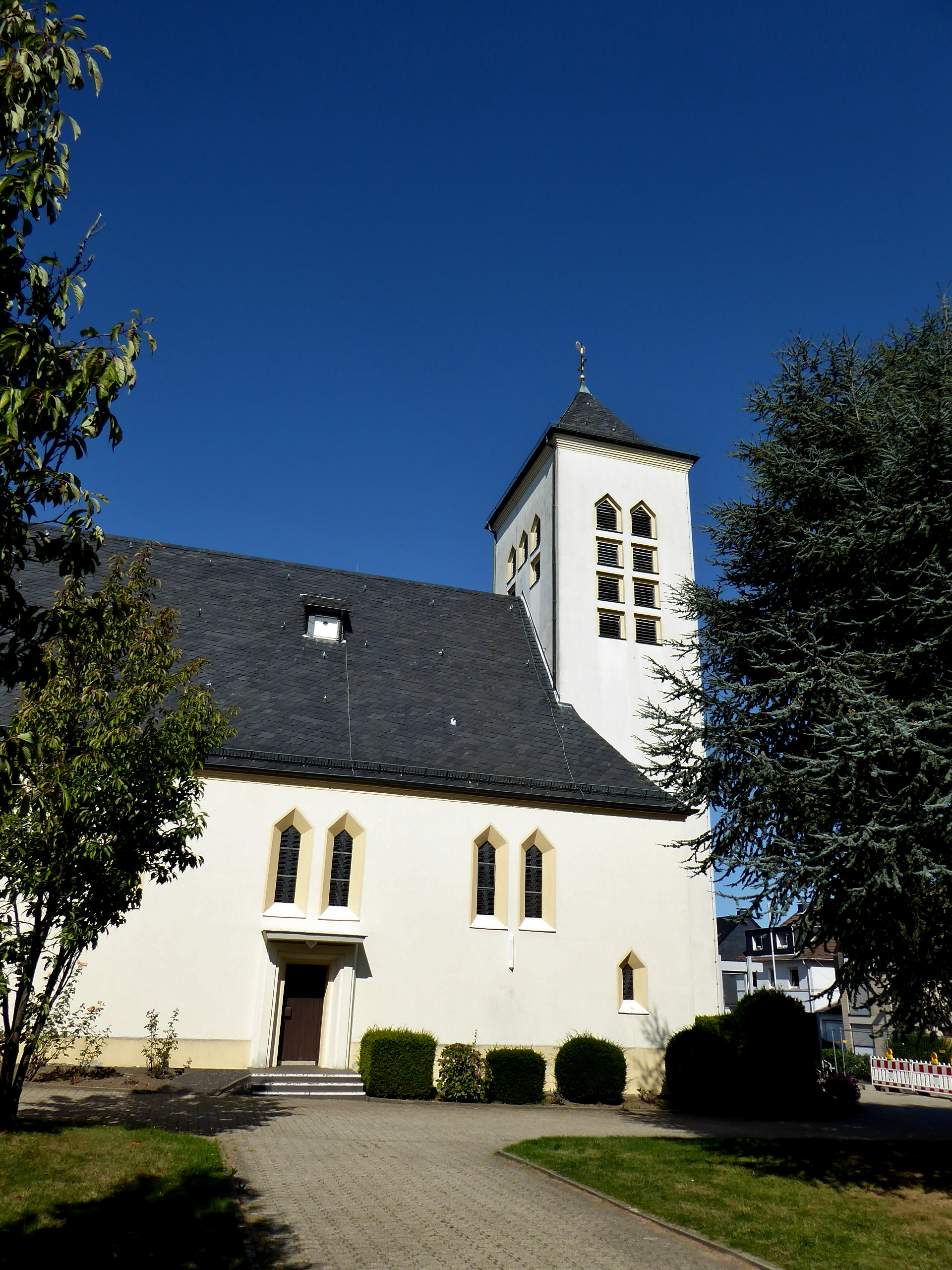
Pfarrkirche Sankt Antonius Tönisheide

Die Kirche St. Antonius von Padua ist eine römisch-katholische Kirche in Velbert-Tönisheide. Seit dem 1. Januar 2010 ist sie (zusammen mit der Pfarrkirche St. Mariä Empfängnis in Neviges und dem Nevigeser Wallfahrtsdom) Filialkirche der Pfarrei „Maria, Königin des Friedens“ im Kreisdekanat Mettmann.

## Geschichte und Ausstattung
Nachdem seit 1901 eine Notkirche an der Kuhlendahler Straße genutzt wurde, weihte man am 28. Februar 1932 die Katholische Kirche St. Antonius von Padua ein (Antoniusstr. 11). Zum 50-jährigen Bestehen der Pfarrgemeinde wurde die Kirche am 25. August 1951 konsekriert. Bemerkenswert sind die 1950 geschaffenen Kirchenfenster von Anton Wendling.
Sankt Antonius war auch schon das Patronat der ersten Tönisheider Kapelle aus dem 15. Jahrhundert, die heute die Pfarrkirche der evangelischen Gemeinde ist. Unklar ist jedoch, ob es sich dabei bereits um den heiligen Antonius von Padua handelte oder den heiligen Einsiedler-Abt Antonius.
1942 wurde eine der beiden Glocken für Kriegszwecke beschlagnahmt, es blieb nur noch eine einzelne Glocke übrig (Ton Es). Da sich die Neuanschaffung in den Nachkriegsjahren als finanziell unmöglich herausstellte, stiftete die Familie Scheiff-Flegel 1975 zwei Glocken von 250 kg (Ton C) und 370 kg (Ton B) Gewicht. Das Geläut wurde um eine vierte Glocke ergänzt (500 kg, Ton As), die aus Spenden finanziert werden konnte.